# 监狱摇滚
《监狱摇滚》（英語：Jailhouse Rock）是一部于1957年上映的美国歌舞片，由理查德·索普执导，由艾維斯·皮禮士利（猫王）、朱迪·泰勒和米基·肖夫尼西主演，故事由内德里克·杨创作，影片由米高梅公司发行，讲述了一个年轻人因意外杀人入狱，室友发现了他的音乐天赋于是加以培养，出狱后这个年轻人成为一名歌手，并逐渐成长为明星的故事。这是“猫王”的第三部电影。
制片人潘德洛·S·伯曼的太太说服他制作一部由猫王主演的电影，他于是联系了工作室负责人本尼·陶和威廉·莫里斯奋进娱乐公司总裁亚比·拉斯特弗吉尔，之后伯曼聘请了以拍片速度快闻名的理查德·索普，影片的创作从1957年5月13日开始，同年6月17日结束。电影中与片名同名的舞蹈段落被称为“猫王最伟大的银幕瞬间”。
影片的前期制作开始前，米高梅聘请杰瑞·雷伯和迈克·斯托勒来创作电影的音乐。两人于4月被请到纽约展示已经完成的曲目，但他们还啥也没写，反而在城市里旅游，之后简·阿珀巴赫用一台沙发将两人堵在酒店房间里，直到他们把歌曲创作出来为止。猫王于4月30日和5月3日在好莱坞录制了相应歌曲，后又于5月9日在米高梅的摄影棚里再录了一首歌曲。这些曲段在后期制作期间录制到电影中，而猫王在电影拍摄期间则只是以动作表演歌词内容。
《监狱摇滚》于1957年10月17日在田纳西州的孟菲斯举行了首映式，11月8日起在全美范围上映。电影票房收入为400万美元，相当于预算的10倍，在《综艺》票房榜上冲至第3位，在年度电影票房榜上名位第14位。截止1969年，《监狱摇滚》在美国和加拿大的收益可媲美1939年的《绿野仙踪》。影评人的评价褒贬不一，许多负面评价都是针对猫王的角色。2004年，影片因其“文化、历史和审美方面的显著成就”，被美国国会图书馆列入国家电影登记部下属的国家电影保存委员会保护电影名单。

## 情节介绍
建筑工文斯·艾弗瑞特在一家酒吧的鬥毆事件中意外杀死了一个好斗的醉汉，法庭以过失杀人罪判他进入州立监狱服刑10年。他的室友汉克·霍顿曾是位乡村和西部歌手，后者听到文斯的歌声，还看到他乱弹自己的吉他后开始教文斯演奏。汉克说服文斯参加一场即将举行的囚犯表演，节目将面向全国的电视观众播出。演出后许多粉丝给文森来信，但汉克都截下来没有给文斯看到，他随后说服文斯与自己签订合约成为平等合作伙伴一起表演。

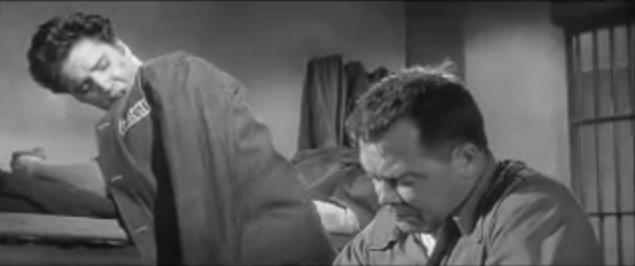
艾維斯·皮禮士利饰演的文斯·艾弗瑞特和米基·肖夫尼西扮演的汉克·霍顿在囚室中交谈

出狱20个月后，文斯从监狱长手中拿到了粉丝寄来的信。汉克承诺会在自己朋友开的一间夜总会给他找份歌手的工作，文斯在这里认识了佩琪·凡·艾尔登，她是另一位歌手的经理。夜总会的老板不愿请文斯来这里唱歌，但表示要是他愿意打杂倒是会有份工。文斯趁乐队休息时上台演唱，但被台下一位大声说笑的顾客激怒了，他砸了自己的吉他后离开。佩琪跟了上去，并说服他录制一段磁带。之后佩琪把曲目带到一家唱片行，对方觉得不怎么样，但还是答应把磁带播放给自己在纽约的老板听。次日，佩琪告诉文斯说歌已经成功售出，两人前往她父母家参加聚会，但文斯又因误以为一位客人蔑视自己而冒犯了对方后离去。愤怒的佩琪追上去质问，可文斯却激动地吻了她。
文斯和佩琪去买他的单曲唱片，但却意外发现发行的是佩琪另一位歌手的曲目。文斯愤怒了冲进唱片行并扇了经理耳光。厌倦了上当受骗的文斯建议两人组建自己的唱片行，并请来了一位律师打点财务。文斯又录制了一首歌，但在推销过程中四处碰壁。佩琪以答应和对方约会说服了一位唱片騎師朋友泰德·托伯特，后者答应在节目中播放这首歌，歌曲也一炮打响。晚上，文斯邀佩琪外出庆祝，但却失望地得知她接受了泰德的晚餐约会。获得假释的汉克在一个聚会上找到文斯，说服对方在即将开始的演出中给自己一个出场的机会，但他的表演由于音乐风格已经过时而被剪除了。之后文斯告知汉克，据自己的律师所说，两人在狱中签订的合同一文不知，但自己还是愿意给对方10%的费用，汉克接受了。

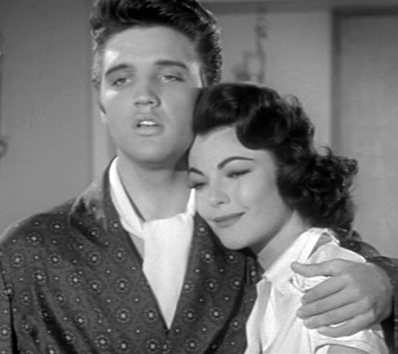
文斯在演唱《Young and Beautiful》时搂住了泰勒

几个月的时间内，文斯成了明星，并且变得傲慢起来，佩琪与他也不再是无话不谈。文斯与一个电影公司签订了拍片合同，该公司老板要求他为了宣传方面需要和公司培养的新女明星雪莉·威尔逊呆在一块儿。雪莉一开始对与文斯合作并没感到有什么了不起，但之后却爱上了他。文斯对佩琪的意外出现感到高兴，但得知她只是来谈生意时心里很失望。两人的律师表示有家大唱片公司打算收购他们的唱片行，这能让文斯发大财。佩琪不愿意转让，但文斯表示自己拥有主要控股权，所以他会完成这笔交易，佩琪对此很难过。之前已经对文斯以自我为中心的态度感到厌烦的汉克这时更感到愤怒于是加以挑衅，后者拒绝还手，汉克打中了文斯的喉咙，这有可能导致他再也不能唱歌。被马上送到医院后，文斯原谅了汉克并意识到自己和佩琪都很爱对方。大夫宣布文斯的嗓音已经完全恢复，但文斯还是担心有受到影响，他对着佩琪深情演唱，事实证明他的声线依然完美。

## 演员表
- 艾維斯·皮禮士利饰演文斯·艾弗里特（Vince Everett），他因过失杀人罪入狱，出狱后因为自己的歌喉而成为明星[2]。制片人潘德洛·S·伯曼的太太说服他制作一部由猫王主演的电影，伯曼联系了猫王的經紀人科洛内尔·汤姆·帕克（英语：Colonel Tom Parker），询问是否可以将一份剧本交给他或猫王过目，但帕克表示不感兴趣而予以拒绝。伯曼请帕克开出条件，帕克于是表示除非可以拥有对电影音乐唱片发行收取版权费用的权利他才会感兴趣[3][4]。猫王的片酬为25万美元，加上电影发行版权收入的50%[5]。
- 朱迪·泰勒饰佩琪·凡·艾尔登（Peggy Van Alden），帮助文斯事业发展起来的音乐人，之后成了他的情人[6]。本片是泰勒出演的第一部也是唯一的一部电影，她之前只出演过电视节目和舞台剧[7][8]。7月4日，泰勒和丈夫两人在一起车祸中双双遇难，这时电影制作刚刚完成，尚未上映[7]。
- 米基·肖夫尼西饰汉克·霍顿（Hunk Houghton），文斯在监狱的室友，以前曾是位乡村和西部歌手。他教导文斯提高自己的吉他演奏技巧，出狱后成了后者的助手[6]。肖夫尼西曾因出演《乱世忠魂》成名[9]。他也是位喜剧演员，《综艺》曾在本片开始制作前报道过他在内布拉斯加州奥马哈的表演。《猫王和格拉迪斯》（Elvis and Gladys）一书的作者伊莱恩·邓迪（Elaine Dundy）认为米基·肖夫尼西是一个“奇怪的选择”，是制片人伯曼的莫不关心，并且将选择演员的权力下放给他人的结果[10]。
- 沃恩·泰勒饰舒尔斯（Shores），文斯和佩琪请来打理财务的律师[11]。
- 詹妮弗·霍尔登（Jennifer Holden）饰雪莉·威尔逊，一个电影公司的新兴女星，即将与文斯在一部电影中合作[12]。本片是霍尔登的处女作，她于1956年5月在米高梅参加试镜并马上就被选中。她曾在纽约上演的舞台剧中扮演过小角色[13]。
- 迪恩·琼斯饰泰德·托伯特，一位唱片骑师。琼斯曾是位蓝调歌手，为出演本片他接受了两位专业唱片骑师的训练[14]。
- 猫王这一时期合作的乐队成员也在片中作为文斯的乐队出场，但他们的名字没有出现在演员名单中[15]。

## 制作
《监狱摇滚》是猫王出演的第三部电影，也是他首次和米高梅合作。影片是在位于卡尔弗城的米高梅工作室摄制的。电影以黑白胶卷拍摄，是米高梅第一部用最新开发的35毫米变形镜头拍摄的作品。起初影片的标题为《艰难的方式》（The Hard Way），再又改成了《监狱小子》（Jailhouse Kid），最终由米高梅定为了《监狱摇滚》。公司起初没有在这年发行的打算，《綜藝》杂志报道称这是因为片中的故事是根据一位黑名单作家内德·杨的原创故事改编的。此外，米高梅一般也不会制作任何不是根据已经获得成功的书籍或舞台剧等作品改编的电影。电影制作期间，制片人伯曼主要关注的是自己的另一个项目《卡拉马佐夫兄弟》，于是他让工作室的负责人本尼·陶和威廉·莫里斯奋进娱乐公司总裁亚比·拉斯特弗吉尔决定演员人选，他还选中了以拍片速度快闻名的理查德·索普出任导演。
片中拍摄的第一组镜头是同名主打歌的舞蹈段落。这段由布雷特·法默（Brett Farmer）编排的“高潮回旋”舞蹈曲目塑造了一个“壮丽的色情化（如果不是同性色情化的话）男性形象”，被部分观点认为是猫王最光辉的银幕瞬间。亚历克斯·罗梅罗（Alex Romero）以弗雷德·阿斯泰爾和金·凱利的舞蹈为灵感设计了舞步。猫王起初对罗梅罗的编排不大信服，后者播放一些曲目请猫王跳舞，用后者自己的动作来编排最终的曲段。金·凯利在一次到片场时看到这段舞蹈，当场鼓掌予以肯定。
电影的拍摄于1957年5月13日开始，舞蹈编排都是新设计的。拍摄监狱中的段落时猫王的特色发型和鬓角以假发和化妆掩盖。表演期间他的一颗牙帽脱落并掉进了他的肺中，立即送到医院取出后猫王也在那里过夜，第二天再继续拍摄。拍摄期间猫王只是通过动作来表演，因为这些歌曲之前已经录制下来，准备在后期制作时以配音形式融合到电影中。
索普通常情况下都会把镜头一次搞掂，他于1957年6月17日完成了拍摄。《监狱摇滚》是朱迪·泰勒的遗作，电影拍摄完成两星期后她就在一起车祸中和丈夫两人双双遇难。猫王对此感到难过，因此没有出席首映式，一些来源还称猫王从来没有看过完成后的电影。

### 原声带
电影制作开始前，摇滚歌曲作家杰瑞·雷伯和迈克·斯托勒获聘创作电影的音乐。两人接受了这位工作但连续数月没有给米高梅寄去任何作品。1957年4月，公司联系两人前往纽约会面，更新一下工作进度，结果还是没有任何作品的两人到了纽约后不但没有立即开始创作，反而在城市里四处闲晃。希尔和兰格音乐出版公司经理简·阿珀巴赫把两人堵在了酒店房间要求看到创作的歌曲。得知对方啥也没写后，他决定把两人锁在房间里，并且用沙发堵上门，告诉对方没写出歌来休想离开。4个小时后，雷伯和斯托勒给出了（意为《我想要自由》）、《Treat Me Nice》（意为《好好待我》）、（意为《我才不管呢宝贝》）和（意为《监狱摇滚》）4首作品。
猫王于1957年4月30日和5月3日在好莱坞录制了歌曲，此外还于5月9日在米高梅公司位于好莱坞的摄影棚录制了。创作歌曲的雷伯和斯托勒于4月30日获邀来到录制现场并见到了猫王。录制期间，斯托勒在歌曲上通过演奏钢琴对猫王进行了指导，后者对他的表现留下了深刻印象，于是说服米高梅请斯托勒出演电影中的钢琴演奏家。
以下歌曲如未特别说明则均是猫王表演的：
- （由米基·肖夫尼西表演）
- （其中的舞蹈也是由猫王编排的）

## 发行
《监狱摇滚》于1957年11月8日在美國田纳西州的孟菲斯首映，11月18日起在全国范围上映，在《综艺》票房榜上冲至第3位，在年度电影票房榜上名位第14位。电影的预算为40万美元，相当于2012年的330万9953美元，收入为400万美元，相当于2012年的3310万美元。1957年的猫王在电影业的票房号召力名列第4，根据《综艺》的统计，截止1969年，《监狱摇滚》在美国和加拿大的收益可媲美1939年的《绿野仙踪》。

### 专业评价

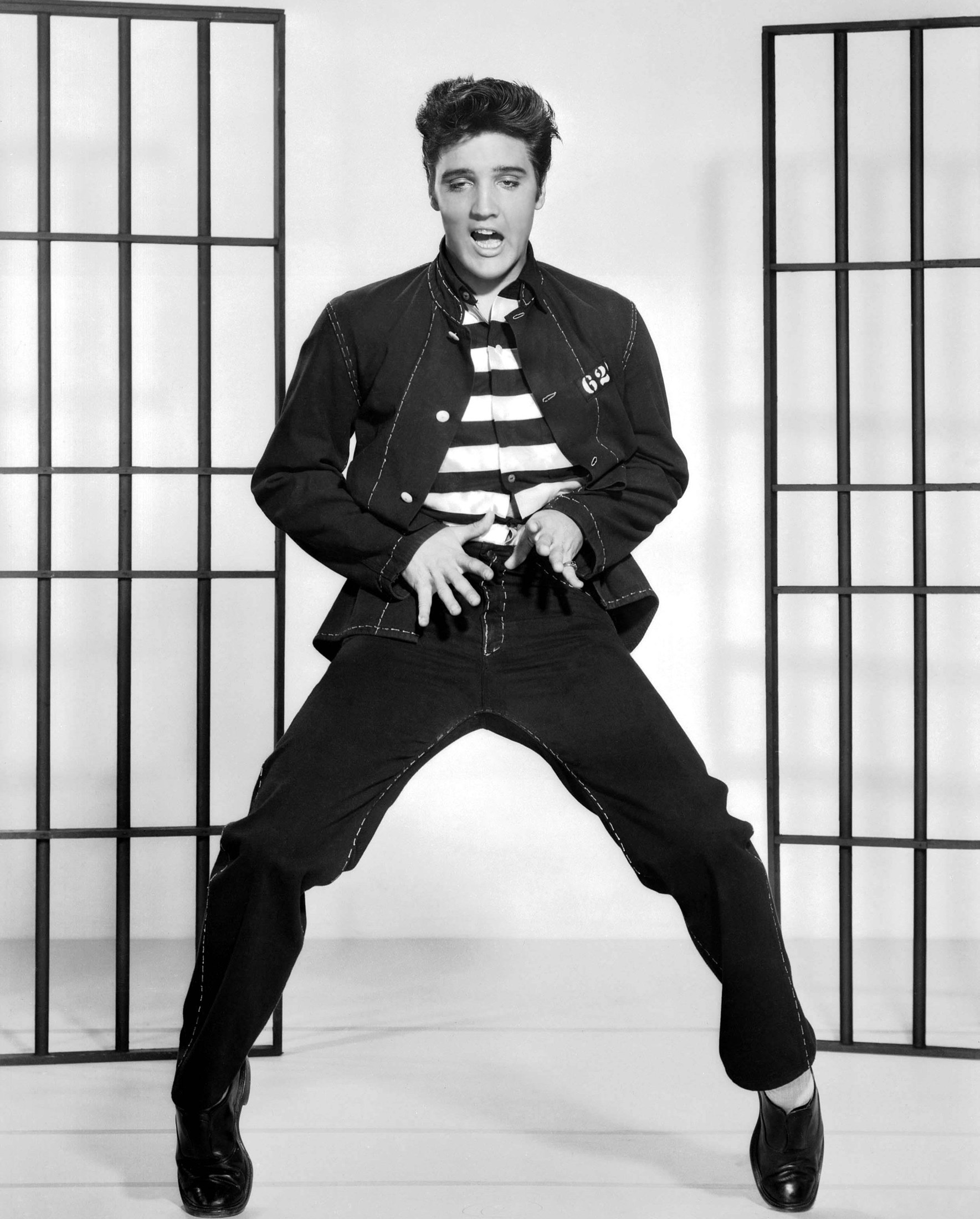
电影的宣传照片，猫王正在表演《监狱摇滚》中的舞蹈段落

虽然在商业上获得了成功，但影评人对《监狱摇滚》的评价褒贬不一。猫王扮演的男主角引起了争议，因为这是个反英雄角色，还是个经常说“见鬼”的罪犯，还有一个镜头显示猫王和泰勒在同一张床上，这在当时被认为是一种可耻的、亵渎性的描绘。家长与教师协会认为影片的故事陈腐不堪，吹嘘着低廉的人生价值，《纽约时报》批评了盖伊·特罗斯帕的剧本，认为其中朱迪·泰勒和米基·肖夫尼西的角色“被迫对英雄的自私傲慢做出陪衬”，还有杂志批评影片“令人不快，平常无奇，索然无味。”
还有一些出版物批评的是猫王的表演。《时代》批评了他在舞台上的个性，《迈阿密新闻》把电影比作恐怖片，声称“记录显示，只有猫王和他的《监狱摇滚》能够跟上这个电影处女作的‘个性’。估计这也是他们怪模怪样表演的最后一次出现了。”爵士乐杂志《Down Beat》认为猫王的表演“外行而乏味”，英国杂志《旁觀者》形容猫王的表演从《浪子歌聲》中的“愚蠢”变成了“危险得几乎让人感到排斥”。
其他一些影评人给了本片较为正面的评价。《斯克内克塔迪公报》（The Schenectady Gazette）的路易斯·波伊卡（Louise Boyca）称赞猫王的柔焦镜头很有艺术气息。他还指出电影的成本较低，认为猫王在歌唱和个性表演上都处于顶峰。《加兹登时报》认为“猫王不但证明自己是一个严肃的演员......还通过首次在银幕上跳舞表现出自己表演的多样性。电影中......还包括猫王独特的歌唱风格。”雜誌《看》也对电影表示了赞赏。
作家托马斯·多赫蒂（Thomas Doherty）认为《监狱摇滚》中无论是叙事部分还是电影化表演的处理，都显示对摇滚乐的了解和尊重……主题曲的精心编排，长镜头和给予各首曲目不间断的银幕表演时间，以及音乐的节奏，摇滚乐的品质和强度，都显示出对猫王摇滚乐的欣赏。 Allrovi的哈尔·艾里克森（Hal Erickson）认为电影“自始至终在故事和歌曲之间获得了完美的平衡”，马克·德明（Mark Deming）认为《监狱摇滚》是少数真正展现出猫王野性、性感和嘲讽式人格魅力的电影。

### 荣誉
1991年，美国作曲家、作家和发行商协会将“标准剧情片最佳表现奖”授予创作歌曲的杰瑞·雷伯和迈克·斯托勒。2004年，《监狱摇滚》因其“文化、历史和审美方面的显著成就”，被美国国会图书馆列入国家电影登记部下属的国家电影保存委员会保护电影名单。影片以猫王与其他“囚犯”一起在“牢房”中表演同名主打歌的舞蹈段落闻名。这一段落也被广泛认为是猫王电影中最令人难忘的音乐桥段，还被音乐历史学家认为是现代音乐视频的原型。2008年，《帝国杂志》评选史上500部最伟大电影，《监狱摇滚》名列第495位，而根据爛番茄上收集的14篇评论文章，其中11篇给出了“新鲜”的正面评价，“新鲜度”为79%，平均得分6.9（最高10分）。

## 脚注
1. ↑  Variety 1958，第30頁.
2. ↑  Templeton & Craig 2002，第15–6頁.
3. ↑  Dundy 2004，第286–87頁.
4. ↑  Goldman 1981，第237頁.
5. 1 2  Cotten 1985，第129頁.
6. 1 2  Templeton & Craig 2002，第15-6頁.
7. 1 2  Glut & Harmon 1975，第47頁.
8. ↑  St. Joseph 1957.
9. ↑  Garner & Mrotek 1999，第11頁.
10. 1 2 3  Dundy 2004，第286頁.
11. ↑  TCM.
12. ↑  Dickinson 2008，第63頁.
13. ↑  Worth & Tamerius 1992，第229頁.
14. ↑  Worth & Tamerius 1992，第230頁.
15. 1 2  Collins 2005，第88頁.
16. 1 2 3 4 5 6 7 8 9 10  Victor 2008，第269頁.
17. ↑  Finler 2003，第151頁.
18. ↑  Giglio 2010，第109頁.
19. ↑  Eagan 2010，第536頁.
20. 1 2  Relyea 2008，第72頁.
21. ↑  Farmer 2000，第86頁.
22. ↑  Brown & Broeske 1997，第124頁.
23. ↑  Poore 1998，第20頁.
24. ↑  Humphries 2003，第52頁.
25. 1 2  Guralnick 1994，第409–10頁.
26. 1 2  Slaughter 2005，第46頁.
27. ↑  Relyea 2008，第71頁.
28. ↑  Millard 2005，第239頁.
29. ↑  Guralnick 1994，第413頁.
30. 1 2  Guralnick & Jorgensen 1999，第106頁.
31. 1 2 3  Templeton & Craig 2002，第16頁.
32. ↑  Clayton 2006，第87頁.
33. ↑  Collins 2005，第84–7頁.
34. ↑  Jorgensen 1998，第89–90頁.
35. ↑  Jorgensen 1998，第90–2頁.
36. 1 2  CPI 2012.
37. ↑  Denisoff & Romanowski 1991，第87頁.
38. ↑  Gabbard 1996，第125頁.
39. ↑  Templeton & Craig 2002，第156頁.
40. ↑  PTA 1957，第39頁.
41. ↑  Cue 1958，第22頁.
42. ↑  Dundy 2004，第290頁.
43. ↑  Miami 1957，第73頁.
44. ↑  Down Beat 1958，第21頁.
45. ↑  The Spectator 1958，第107頁.
46. ↑  Schenectady 1957，第25頁.
47. ↑  Gadsden 1957，第3頁.
48. ↑  Look 1957，第4頁.
49. ↑  Doherty 2002，第77頁.
50. 1 2  AllRovi.
51. ↑  The Hollywood Reporter 1991，第5頁.
52. ↑  Browne-Cottrell 2008，第77頁.
53. ↑  Empire 2008.
54. ↑  Rotten Tomatoes.